# Trichodesma elymaiticum
Trichodesma elymaiticum är en strävbladig växtart som beskrevs av Mozaff. Trichodesma elymaiticum ingår i släktet Trichodesma och familjen strävbladiga växter. Inga underarter finns listade i Catalogue of Life.